# Taulé
Taulé (bret. Taole) – miejscowość i gmina we Francji, w regionie Bretania, w departamencie Finistère.
Według danych na rok 1990 gminę zamieszkiwało 2796 osób, a gęstość zaludnienia wynosiła 95 osób/km² (wśród 1269 gmin Bretanii Taulé plasuje się na 205. miejscu pod względem liczby ludności, natomiast pod względem powierzchni na miejscu 288.).